# Fritz Arndt
Pour les articles homonymes, voir Arndt.
Fritz Arndt (6 juillet 1885 à Hambourg - 8 décembre 1969 à Hambourg) est un chimiste allemand.

## Éléments biographiques
Pendant la Première Guerre mondiale, en 1915, lorsqu’il était chargé de cours à Breslau, Arndt est nommé avec vingt autres universitaires allemands à l’ancienne université d’Istanbul (Dârülfünun), fermée en 1933. Il apprend rapidement le turc et publie des manuels de chimie en turc. En 1918, il est expulsé par les Alliés, comme toute la colonie allemande d’Istanbul. Au début de l’année 1919, il reprend ses activités à l’université de Breslau. En arrivant en 1934 à Istanbul, il retrouve l’Institut de chimie qu’il avait fondé en 1917 et qui était désormais intégré à la nouvelle université. Selon son assistante Lotte Loewe, qui avait émigré en même temps que lui, il procura à « la formation des chimistes à peu près le niveau qu’atteignait celui de son ancien Institut de chimie de Breslau ». Arndt était d’origine juive et marié en secondes noces avec une femme qui, selon les critères nazis, était « métissée de Juif » (Mischling). En avril 1933, pour raisons antisémites, il est suspendu de ses fonctions par l’université de Breslau où il enseignait la chimie, puis révoqué. Après qu’il eut été brièvement professeur invité à Oxford, l’Association d’aide aux scientifiques allemands à l’étranger lui trouva un poste à Istanbul. Fritz Arndt émigra en Turquie avec sa femme et la fille de son premier mariage. Il y avait déjà ses repères. Après être devenu apatride en 1941, comme tous les émigrés qui, selon les critères nazis, étaient « juifs », il parvint en 1943 à devenir citoyen turc, alors que la Turquie expulsait de très nombreux haymatloz (apatrides en turc). Il fut l’un des rares à rester en Turquie jusqu'à la fin de son contrat. Après avoir obtenu son éméritat en 1955, son père Fritz Arndt rentra en Allemagne. Malgré son grand âge, il enseigna jusqu’à sa mort à l’université de Hambourg comme professeur honoraire. 
En 1965, l’université d’Istanbul le nomma docteur honoris causa. Rudolf Nissen se souvenait en 1969 : « Ces cinq années où il fut professeur titulaire ne l’avaient pas changé et sur nous tous qui étions arrivés à Istanbul avec une certaine morgue universitaire, Arndt exerça une influence pédagogique durable, alors que la dévotion des étudiants turcs aurait pu nous amener à être présomptueux. Lorsque je rencontrai Arndt plusieurs années plus tard […], il allait une fois de plus être nommé docteur honoris causa, je lui parlai de son influence pédagogique, dont il n’avait pas conscience. Malgré ses 70 ans, il se mit à rougir comme une jeune fille. »